# Grizzly Bear

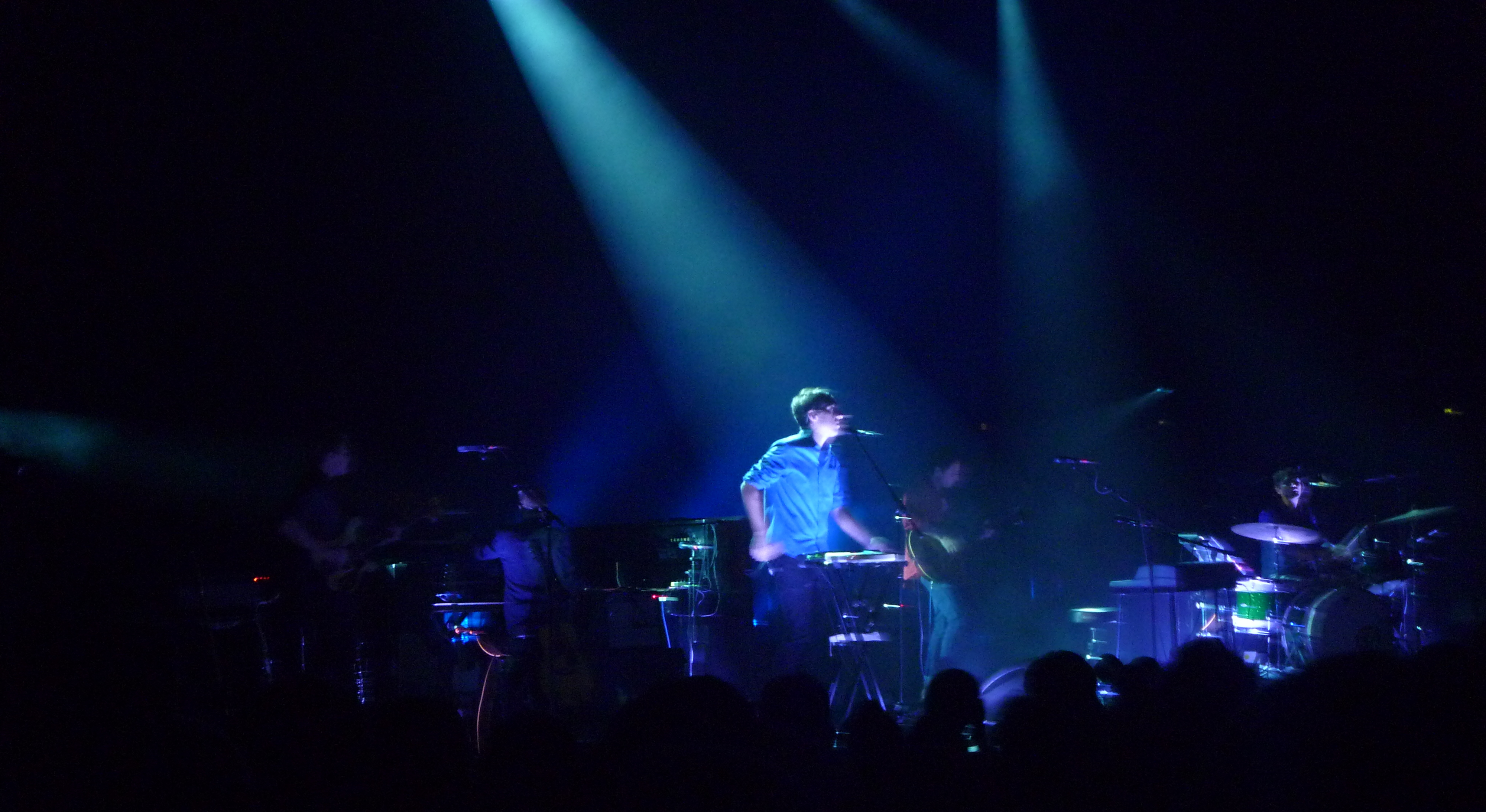
Grizzly Bear (2012)

I Grizzly Bear sono un gruppo musicale indie rock formatosi a Brooklyn nel 2002.

## Stile
Il gruppo utilizza strumenti elettronici e tradizionali. Il loro stile è caratterizzato dalla presenza di elementi tipici del pop psichedelico, del folk rock e dell'experimental rock. Acquistano notevole importanza chitarre acustiche e vocalismi.

## Storia del gruppo
Nei primi anni 2000 il nome del gruppo era associato allo pseudonimo di Ed Droste, cantante del gruppo attivo come cantautore. La band ha esordito con un album discografico nel novembre 2004, mese in cui è stato pubblicato Horn of Plenty. Scritto originariamente dal solo Droste, il disco si avvale della collaborazione del batterista Christopher Bear. Nel periodo immediatamente successivo i due musicisti incontrano il bassista e produttore Chris Taylor, che inizia a suonare con loro. In seguito si aggiunge al gruppo anche il cantante Daniel Rossen, amico di Bear. A questo punto (2005) la band si stabilizza come quartetto.
Nel 2005 è stata diffusa una raccolta di remix chiamata Horn of Plenty (The Remixes) associata al primo disco. Nel 2006 invece è stato pubblicato l'EP Sorry for the Delay. Il primo lavoro pubblicato come quartetto e contenente del materiale scritto da Rossen è il secondo album in studio, ossia Yellow House (Warp Records), pubblicato nel settembre 2006 e prodotto da Taylor. L'album ha ricevuto ottimi responsi da parte della critica ed è stato fatto seguire dall'EP Friend, pubblicato circa un anno dopo (novembre 2007) e contenente anche diverse cover (Band of Horses, Cansei de Ser Sexy, Atlas Sound).
Nell'estate 2008 il gruppo apre alcuni concerti nordamericani dei Radiohead. A Toronto il chitarrista dei Radiohead Jonny Greenwood afferma che i Grizzly Bear sono il suo gruppo preferito.
Nel frattempo la band produce il suo terzo album, Veckatimest (il nome è quello di un'isola del Massachusetts), pubblicato nel maggio 2009. L'album, pubblicato dalla Warp Records, ha debuttato alla posizione numero 8 della Billboard 200. Vi hanno partecipato, tra gli altri, Nico Muhly e Victoria Legrand (voce dei Beach House). Nel 2009 il gruppo ha partecipato all'album Dark Was the Night incidendo il brano Service Bell in duetto con Feist. Il disco fa parte di un progetto benefico organizzato dalla Red Hot Organization. Sempre nel 2009 la band ha partecipato a diversi festival incluso il South by Southwest ed il Pitchfork Music Festival.
Nel periodo 2010-2012 il gruppo si prende una pausa. Nel frattempo Daniel Rossen pubblica un EP solista intitolato Silent Hour/Golden Mile (marzo 2012). Nel giugno 2012 viene diffuso il brano Sleeping Ute, vengono annunciate delle date e viene comunicata la pubblicazione del successivo album. Il quarto album in studio prende il nome di Shields e viene pubblicato il 18 settembre 2012 dalla Warp. Il disco è entrato nelle classifiche di mezzo mondo, raggiungendo la posizione numero 7 della Billboard 200 e la numero 17 della Official Albums Chart. Nel novembre 2013 è stata pubblicata un'edizione "deluxe" di Shields chiamata Shields: Expanded e contenente alcune tracce aggiuntive, delle demo e dei remix. Inoltre è stato commercializzato il mini-album Shields: B-sides (solo 12" e digitale), contenente otto brani.
Daniel Rossen intorno al 2014 si dedica al suo progetto parallelo rappresentato dalla band Department of Eagles, di cui fa parte anche Fred Nicolaus aka Golden Suits.
Tra la seconda metà del 2016 e la prima metà del 2017, il gruppo realizza il quinto album in studio Painted Ruins, che viene pubblicato esattamente il 18 agosto 2017. Il disco è anticipato da ben quattro singoli diffusi nel periodo maggio-luglio 2017.

## Formazione
- Ed Droste (22 ottobre 1978) - voce, tastiere, chitarra (2002-oggi)
- Daniel Rossen (5 agosto 1982) - voce, chitarre, tastiere (2005-oggi)
- Christopher Taylor (29 agosto 1981) - basso, cori, strumenti vari, produzione (2005-oggi)
- Christopher Bear (19 luglio 1982) - batteria, percussioni, cori (2004-oggi)

## Discografia

### Album
- 2004 - Horn of Plenty (Kanine/Warp)
- 2006 - Yellow House (Warp)
- 2009 - Veckatimest (Warp)
- 2012 - Shields (Warp)
- 2017 - Painted Ruins (RCA)

### EP
- 2006 - Sorry for the Delay (Audraglint)
- 2007 - Friend (Warp)

### Altri lavori
- 2005 - Horn of Plenty (The Remixes) (2005)
- 2009 - Slow Life feat. Victoria Legrand nella colonna sonora The Twilight Saga: New Moon
- 2007 - Blackcurrant Jam, apparsa su Worried Noodles, pubblicato da TOMLAB il 23 ottobre 2007
- Don't Ask da Horn of Plenty apparsa sul 7" Alphabet Series

### Singoli
- 2006 - On a Neck, On a Spit
- 2007 - Knife
- 2009 - Live On KCRW
- 2009 - Two Weeks
- 2009 - While You Wait for the Others
- 2009 - Cheerleader
- 2012 - Sleeping Ute
- 2012 - Yet Again
- 2013 - Gun-Shy
- 2017 - Neighbors